# Gorno Voivodino, Haskovo
Gorno Voivodino (în bulgară Горно Войводино) este un sat în comuna Haskovo, regiunea Haskovo,  Bulgaria. 

## Demografie
Componența etnică a satului Gorno Voivodino
     Turci (38,98%)
     Romi (44,63%)
     Bulgari (15,81%)
     Nicio identificare (0,56%)
La recensământul din 2011, populația satului Gorno Voivodino era de 177 locuitori. Nu există o etnie majoritară, locuitorii fiind romi (44,63%), turci (38,98%) și bulgari (15,81%). Pentru 0,56% din locuitori nu este cunoscută apartenența etnică.